# Dionne Mitsuoka
Dionne Mitsuoka (光岡 ディオン Mitsuoka Dion?,  Yokohama, Prefectura de Kanagawa, 15 de julio de 1965) es una tarento y presentadora japonesa.

## Biografía
Mitsuoka nació el 15 de julio de 1965 en la ciudad de Yokohama, prefectura de Kanagawa. Mitsuoka es mitad japonesa y mitad estadounidense. Asistió y se graduó de la Universidad Cristiana Internacional, con una licenciatura en idiomas y artes liberales. Comenzó su carrera apareciendo principalmente como tarento en programas de música y noticias.
En 1994, Mitsuoka contrajo matrimonio con el músico Kazufumi Miyazawa, vocalista de la banda The Boom. Tras su matrimonio, Mitsuoka continúo apareciendo en varios programas, a la par que se dedicaba a la crianza de sus tres hijos, dos niños y una niña. Su hijo mayor, Hio Miyazawa, es actor y modelo.

## Filmografía

### Programas de televisión
| Año     | Título                 | Rol              | Notas |
| ------- | ---------------------- | ---------------- | ----- |
| 1987-90 | MTV Japón              | Recurrente       |       |
| 1988    | Tokyo Music Joy        | Artista invitada |       |
| 1989    | CNN Headline           |                  |       |
| 1989    | CNN Morning            |                  |       |
| 1993    | club CHR               |                  |       |
| 1993    | News & Count Down      | Presentadora     |       |
| 1995    | Premios American Music | Presentadora     |       |
| 1998    | Eigo Business World    |                  |       |
| 2007    | Weekend Japanology     | Presentadora     |       |